# Музей Кастильони (Льерна)
Музей Кастильони (фр. Museo Castiglioni) — музей в Льерне, Ломбардии, север Италии. Посвящён скульптору и дизайнеру Джаннино Кастильони, у которого была своя студия в Льерне.
Музей был открыт в 2015 году благодаря наследникам скульптора, которые передали во владение муниципалитета Льерны в 2003 году порядка 300 работ Кастильони, включая гипсовые заготовки, а также чертежи дверей Миланского собора, выполненные в его студии. В 2015 году было отреставрировано 24 работы мастера совместными усилиями городских властей и Управления по изящным искусствам и архитектуре. Было решено создать музей, который сможет рассказать о жизни и творчестве скульптора. Также здесь представлены работы и других скульпторов и художников, живших в Льерне. 